# Friedrich Leibnütz

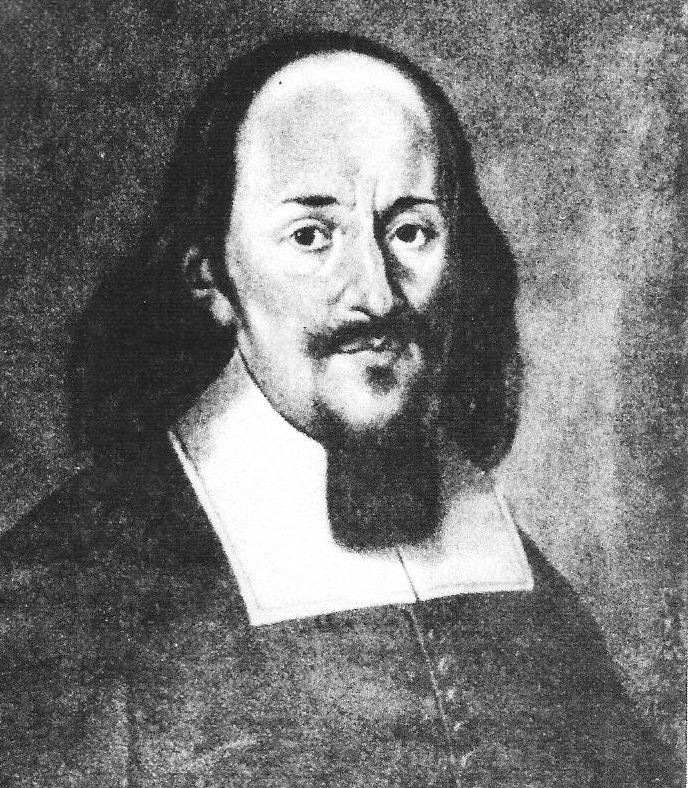
Friedrich Leibnütz

Friedrich Leibnütz (* 24. November 1597 in Altenberg; † 5. September 1652 in Leipzig) war ein Notar und Professor für Moralphilosophie an der Universität Leipzig. Er war der Vater des Universalgelehrten Gottfried Wilhelm Leibniz.

## Leben
Friedrich wurde als Sohn des Stadt- und Bergschreibers in Altenberg Ambrosius Leibnütz (* 14. April 1569 in Berggießhübel; † 28. Mai 1617 in Altenberg) und dessen am 23. August 1596 in Königstein geheirateten Frau Anna Deuerlin († 14. April 1617 in Altenberg) geboren. Sein Großvater Christoph Leibnütz (* 10. September 1537 in Rochlitz; † 28. Mai 1587 in Pirna) hatte als Land- und Erbrichter unter Johann Wilhelm von Sachsen-Weimar gedient, wurde 1576 vom Kurfürst August von Sachsen als Schösser in Pirna eingesetzt und hatte am 27. Januar 1578 in Dresden seine Frau Barbara von Kahlenburg (* 11. Dezember 1539 in Kalundborg; † 11. Juli 1577 in Pirna) geheiratet, die aus einem adligen Geschlecht in Jütland stammte.
Nach anfänglichem Schulbesuch frequentierte Friedrich ab 1612 die kurfürstlich sächsische Landesschule St. Afra in Meißen. Nach sechs Jahren zog er nach Leipzig, wo er sich zunächst als Hauslehrer der Kinder des Oberhofgerichtsnotars Stephan Hoffmann seinen Unterhalt verdiente. Am 21. Oktober 1618 begann er an der Universität Leipzig ein Studium der philosophischen und juristischen Wissenschaften. Hier wurde der damalige Professor der Ethik und Notar der Universität Leipzig Johann Müller (* in Frohburg; † 1628 in Leipzig) sein führender Lehrer. Am 6. März 1619 erwarb er sich das Baccalaureat und wurde am 30. Januar 1622 Magister der Philosophie. Zuvor wurde er am 19. März 1621 als Adjunkt an die philosophische Fakultät angestellt, am 20. Oktober 1624 wurde er Notar der Universität Leipzig und am 26. November 1628 Professor für Moralphilosophie.
Am 9. November 1634 wurde er Kollegial am großen Fürstenkollegium und am 19. November 1635 Assessor der philosophischen Fakultät. In den Jahren 1639, 1641, 1645 und 1649 führte er das Dekanat der philosophischen Fakultät, war Prokanzler der Alma Mater und wurde 1640 ordentlicher Professor für praktische Philosophie. Letztere Aufgabe versah er bis zu seinem Lebensende. Sein Leichnam wurde am 8. September 1652 in der Leipziger Paulinerkirche beigesetzt. Von seinen literarischen Arbeiten ist nicht viel überliefert. Er wird sich auch mehr im praktischen Bereich der Ausbildung in den philosophischen Wissenschaften bewegt haben.

## Familie
Leibnütz war drei Mal verheiratet. Seine erste Ehe schloss er am 31. Januar 1625 mit Anna Fritzsche († 14. März 1634 in Leipzig), der Tochter des Mag. Benedict Fritzsche. Aus der Ehe stammen Kinder. Von diesen kennt man:
- Johann Friedrich Leibnütz (* 16. Januar 1632 in Leipzig; † 19. März 1696 ebd.) 1650 Uni. Leipzig, 13. Juli 1650 Bacc. phil. ebd., 27. Januar 1653 Mag. phil. ebd., 1660 Lehrer Leipzig, 1667 Professor u. dritter Kollege an der Thomas-Schule in Leipzig, ⚭ 25. August 1668 in Altenburg Dorothea Elisabeth Schmalz (* 16. April, ~ 18. April 1649 in Altkirchen; † 6. August 1681 in Leipzig), Tochter des Archidiakons in Altenburg Magnus Schmalz (* 11. März 1615 in Kohren; † 12. Dezember 1683 in Altenburg) und der Regina Freiesleben (~ 9. September 1629 in Altenburg; begr. am 29. Juni 1675 in Altenburg)
- Johann Gottfried Leibnütz († jung)
- Elisabeth Leibnütz († jung)
- Anna Magdalena Leibnütz († jung)
- Susanna Leibnütz († jung)
- Anna Rosina Leibnütz (* 25. Dezember 1629 in Leipzig; † 26. März 1666 in Orlamünde) verh. Februar 1653 in Leipzig mit dem Mag. und späteren Superintendenten in Orlamünde Heinrich Freiesleben (~ 5. Januar 1628 in Altenburg; † 26. März 1666 in Orlamünde)

Nachdem er zwei Jahre Witwer gewesen war, ging er am 24. Mai 1636 seine zweite Ehe mit Dorothea Voigt (* 18. Juli 1599 in Leipzig; † 25. Januar 1643 in Leipzig), der Tochter des Leipziger Bürgers und Buchhändlers Bartholomäus Voigt (* 11. April 1564 in Halle (Saale); † 18. Januar 1637 in Leipzig) und der Maria (geb. Rambau), ein. Die Ehe blieb kinderlos.
Seine dritte Ehe schloss er am 21. Mai 1644 in Leipzig mit Catharina Schmuck (* 5. November 1621 in Leipzig; † 6. Februar 1664 ebenda), der Tochter des Professors Dr. jur. und Mag. phil. Wilhelm Schmuck (* 1. Mai 1575 in Suhl; † 28. Dezember 1634 in Leipzig) und der Gertraude Lindner, der Tochter des Johann Lindner und der Elisabeth Clode (auch: Klodt). Aus der Ehe stammen ein Sohn und eine Tochter:
- Gottfried Wilhelm Leibniz (* 21. Juni, ~ 23. Juni 1646 in Leipzig; † 14. November 1716 in Hannover)
- Anna Katharina Leibnütz (* 31. Juli ~ 1. August 1648 in Leipzig; † 13. Februar 1672 ebd.) verh. 25. September 1666 in Leipzig mit dem Lic. theol. und Vesperprediger Simon Loeffler